# Sinclair PC 200
Sinclair PC 200 je počítač kompatibilní s počítači IBM vyráběný společností Amstrad. Jedná se v podstatě o černou verzi počítače Amstrad PC20. Unikátní vlastností počítače mezi počítači PC je, že je možné ho připojit k televiznímu přijímači.
K počítači byl navržen joystick Sinclair SPJ-1 a tiskárna Sinclair SP200.

## Technické informace
- procesor: Intel 8086, 8 MHz,
- paměť RAM: 512 KiB,
- grafické rozlišení: CGA, MDA,
- TV modulátor,
- RS-232, Centronics,
- port pro analogový joystick.